# Альбрехт Шлезвіг-Гольштейн-Зондербург-Глюксбурзький
Альбрехт Шлезвіг-Гольштейн-Зондербург-Глюксбурзький (нім. Albrecht von Schleswig-Holstein-Sonderburg-Glücksburg), (нар. 15 березня 1863 — пом. 23 квітня 1948) — принц Шлезвіг-Гольштейн-Зондербург-Глюксбурзький з династії Глюксбургів, син третього герцога Шлезвіг-Гольштейн-Зондербург-Глюксбурзького Фрідріха та принцеси Шаумбург-Ліппської Адельгейди Юліани.

## Біографія
Альбрехт народився 15 березня 1863 року у місті Кіль. Він був п'ятою, молодшою, дитиною та другим сином в родині принца Шлезвіг-Гольштейн-Зондербург-Глюксбурзького Фрідріха та його дружини Адельгейди Шаумбург-Ліппської. Хлопчик мав старших сестер Августу, Луїзу та Марію й брата Фрідріха Фердинанда.
У 1878-му його батько успадкував титул герцога Шлезвіг-Гольштейн-Зондербург-Глюксбурзького.
1904-го Альбрехта було внесено у список наслідуючих трон Великого герцогства Ольденбурзького у разі зникнення правлячої лінії династії.
У віці 43 років принц узяв шлюб із 27-річною графинею Ортрудою Ізенбург-Бюдінген-Мерхольцькою. Весілля відбулося 14 жовтня 1906 у Мерхольці. У подружжя народилося четверо дітей. 28 квітня 1918 Ортруда померла.
За два роки Альбрехт оженився вдруге. Його обраницею стала кузина першої дружини, 36-річна принцеса Герта Ізенбург-Бюдінгенська. Весілля відбулося 19 вересня 1920 у Бюдінґені. Після двох невдалих вагітностей, у подружжя народилася здорова донька.
23 квітня 1948, переживши загибель двох синів на фронтах Другої світової, Альбрехт пішов з життя у Глюксбурзі у віці 85 років. Його поховали поруч із першою дружиною на новому цвинтарі Глюксбургу.

## Родина
Дружина — Ортруда Ізенбург-Бюдінген-Мерхольцька
Діти:
- Марія Луїза (1908—1969) — дружина барона Рудольфа-Карла фон Штенґеля, згодом — Фрідріха Крістіана Шаумбург-Ліппського, мала доньку від першого шлюбу;
- Фрідріх Вільгельм (1909—1940) — загинув під час Другої світової у Трірі, одруженим не був, нащадків не залишив;
- Йоганн Георг (1911—1941) — загинув 23 червня 1941 року, під час операції «Барбаросса», на території Радянського Союзу, одруженим не був, нащадків не залишив;
- Фрідріх Фердинанд (1913—1989) — був одружений з Анастасією Мекленбург-Шверінською, мав четверо доньок.

Дружина — Герта Ізенбург-Бюдінгенська
Діти:
- Ортруда (1925—1980) — дружина принца Ганноверського Ернста Августа IV, мала шестеро діточок.